# Mastax poecila
Mastax poecila é uma espécie de carabídeo da tribo Brachinini, com distribuição no Cambodja, China e Singapura.